# 237 v. Chr.
Portal Geschichte | Portal Biografien | Aktuelle Ereignisse | Jahreskalender | Tagesartikel

◄ |
4. Jahrhundert v. Chr. |
3. Jahrhundert v. Chr. |
2. Jahrhundert v. Chr. |
►

◄ | 250er v. Chr. | 240er v. Chr. | 230er v. Chr. | 220er v. Chr. |
210er v. Chr. |
►

◄◄ | ◄ | 240 v. Chr. | 239 v. Chr. | 238 v. Chr. | 237 v. Chr. |
236 v. Chr. |
235 v. Chr. |
234 v. Chr. |
► |
►►
Staatsoberhäupter

## Ereignisse

### Politik und Weltgeschehen

#### Westliches Mittelmeer
- Der karthagische Feldherr Hamilkar Barkas beginnt mit der Ausdehnung des karthagischen Herrschaftsgebietes auf der Iberischen Halbinsel, um die dortigen Bodenschätze zur Sanierung der durch den Ersten Punischen Krieg zerrütteten Wirtschaft Karthagos zu nutzen.
- Karthago fordert Rom zur Rückgabe der besetzten Inseln Korsika und Sardinien auf. Als ein erneuter Krieg droht, muss Karthago, noch vom letzten Krieg und den anschließenden Söldneraufstand geschwächt, der Abtretung der beiden Inseln zustimmen.
- Hieron II. von Syrakus besucht Rom.

#### Östliches Mittelmeer

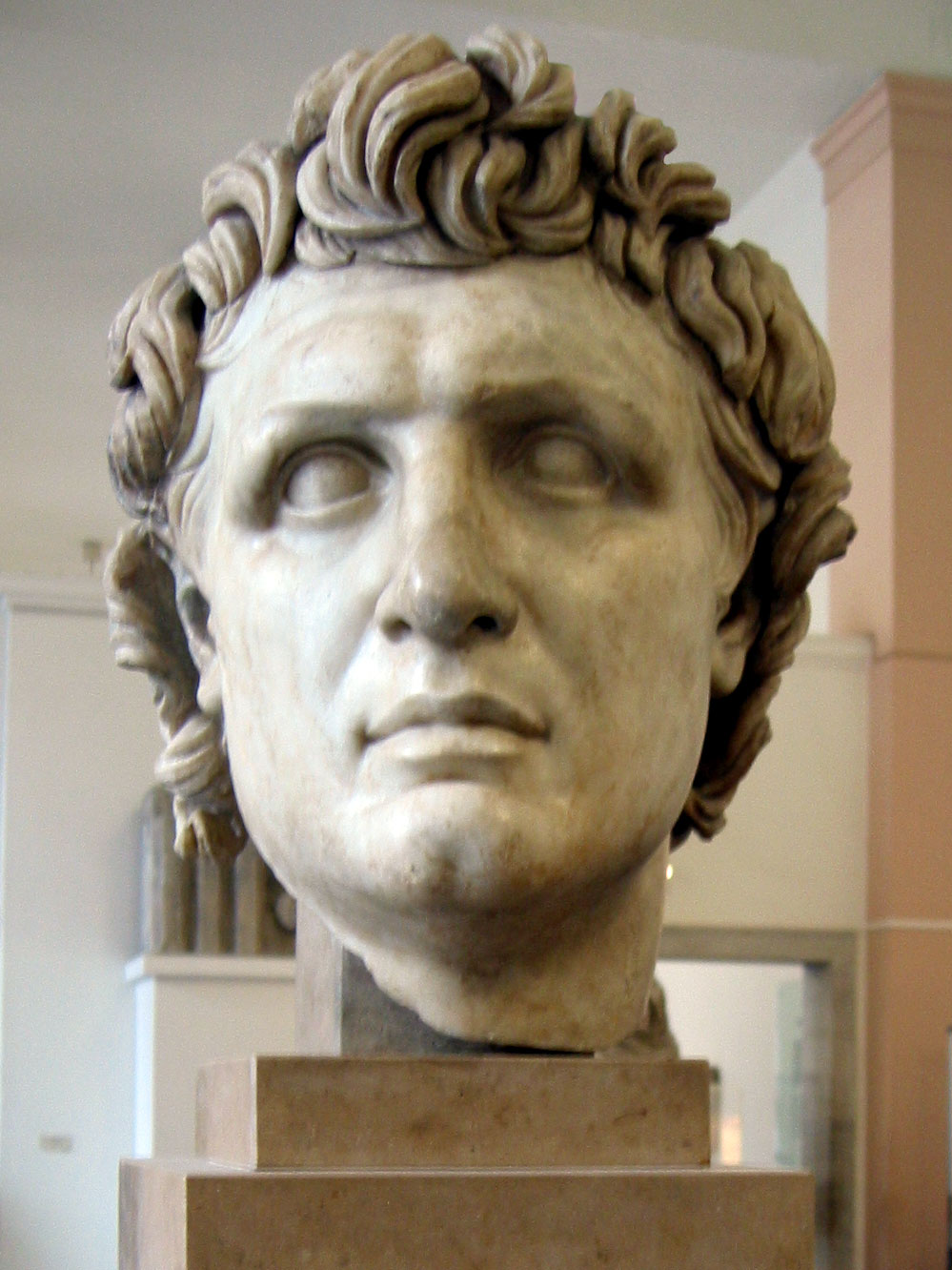
Büste Attalos’ I., um 200 v. Chr.
(Pergamonmuseum, Berlin)

- Sieg des Attalos I. von Pergamon über die Galater am Fluss Kaikos. Daraufhin nimmt Attalos den Königstitel an.

#### Asien
- Li Si löst Lü Buwei als Kanzler des chinesischen Qin-Herrschers Qin Shihuangdi ab.

### Kultur und Religion
- 23. August: Ptolemaios III. lässt den Horus-Tempel von Edfu errichten.